# Редишоара (Олт)
Редишоара (рум. Redișoara) насеље је у Румунији у округу Олт у општини Редеа. Oпштина се налази на надморској висини од 116 m.

## Становништво
Према подацима из 2002. године у насељу је живело 588 становника, од којих су сви румунске националности.